# Coenotephria uncinata
Coenotephria uncinata là một loài bướm đêm trong họ Geometridae.